# 瞳のダイアリー
「瞳のダイアリー」（ひとみのダイアリー）は、坂上香織の5作目のシングルである。1990年6月27日発売。テルモ『プチック』CMソング。

## 解説
- 前作「グッドバイ・マイ・ラブ」発売より約1年後にリリースされたシングルだが、このシングルが坂上のラスト・シングルとなった。
- 表記はなかったが、テルモのCFタイアップ以外にもテレビ朝日系『歌謡びんびんハウス』エンディング・テーマとしてCD未収録曲で当初は1990年６月6日に5thシングルとして発売予定だった「気をつけて Do It Again」に替わってオンエアされていた。
- カップリング「BABY I MISS YOU」は当シングル収録ヴァージョン（アウトロがフェイドアウト）以外に、アレンジが異なりアウトロがフェイドアウトでないニュー・ミックス、同じくアレンジが異なりアウトロがフェイドアウトでなく、前曲から後曲へとそのまま繋がっているアルバム収録の連動ヴァージョン、アルバム・ヴァージョンの全3ヴァージョンが存在する。

## 収録曲
1. 瞳のダイアリー
作詞：一色薫 作曲：吉実明宏 編曲：船山基紀
テルモ「プチック」CMソング
2. BABY I MISS YOU
日本語詞：作詞・作曲：Matjaz Kosi 日本語詞：湯川れい子 編曲：大谷和夫

## 収録作品
オリジナルアルバム
- ARE YOU READY?（3rdアルバム）
瞳のダイアリー
BABY I MISS YOU（表記はないがアルバム・ミックスにて収録）

ベスト・アルバム
- BEST NOW 坂上香織
瞳のダイアリー
BABY I MISS YOU（表記はないがニュー・ミックスにて収録）
- GOLDEN☆BEST 坂上香織
瞳のダイアリー
BABY I MISS YOU

PV・ミュージッククリップ等映像作品
- Triangle plus Making（ミュージッククリップ）
瞳のダイアリー
BABY I MISS YOU（表記はないがニュー・ミックスにて収録）
- Baby I Miss You
BABY I MISS YOU（VSD、表記はないがニュー・ミックスにて収録）